# Liste des joueurs désignés meilleur footballeur lituanien de l'année

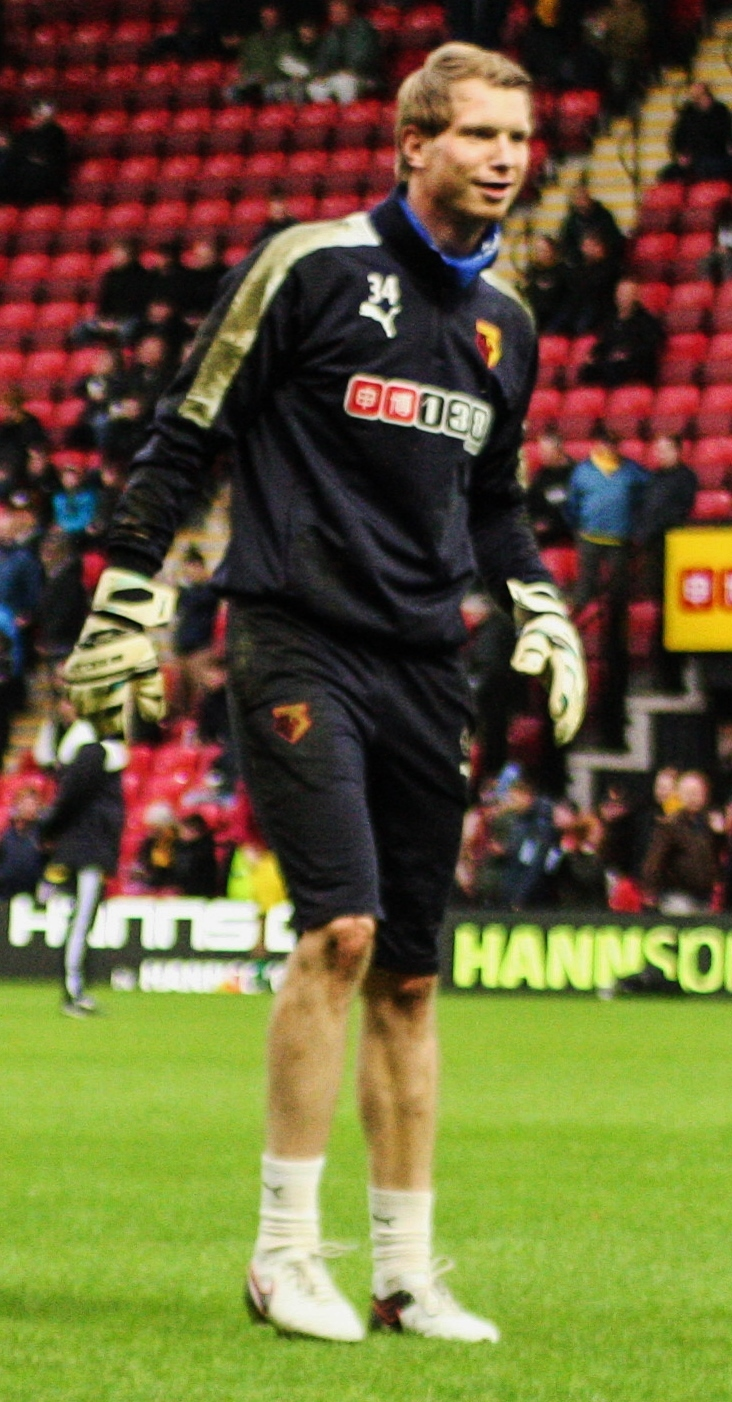
Giedrius Arlauskis, meilleur joueur en 2014

Cette liste recense les joueurs de football ayant été désignés meilleur footballeur lituanien de l'année[Qui ?].
- 1965: Petras Glodenis ( FK Žalgiris Vilnius)
- 1966: Gintautas Kalėdinskas ( FK Žalgiris Vilnius)
- 1967: Stanislovas Ramelis ( FK Žalgiris Vilnius)
- 1968: Stanislovas Ramelis ( FK Žalgiris Vilnius)
- 1969: Juzefas Jurgelevičius ( FK Žalgiris Vilnius)
- 1970: Romualdas Juška ( FK Žalgiris Vilnius)
- 1971: Benjaminas Zelkevičius ( FK Žalgiris Vilnius)
- 1972: Benjaminas Zelkevičius ( FK Žalgiris Vilnius)
- 1973: Petras Glodenis ( FK Žalgiris Vilnius)
- 1974: Algirdas Žilinskas ( FK Žalgiris Vilnius)
- 1975: Vytautas Dirmeikis ( FK Žalgiris Vilnius)
- 1976: Eugenijus Riabovas ( FK Žalgiris Vilnius)
- 1977: Eugenijus Riabovas ( FK Žalgiris Vilnius)
- 1978: Eugenijus Riabovas ( FK Žalgiris Vilnius)
- 1979: Stanislovas Danisevičius ( FK Žalgiris Vilnius)
- 1980: Juzefas Jurgelevičius ( FK Žalgiris Vilnius)
- 1981: Vytautas Dirmeikis ( FK Žalgiris Vilnius)
- 1982: Sigitas Jakubauskas ( FK Žalgiris Vilnius)
- 1983: Valdas Kasparavičius ( FK Žalgiris Vilnius)
- 1984: Stanislovas Danisevičius ( FK Žalgiris Vilnius)
- 1985: Arminas Narbekovas ( FK Žalgiris Vilnius)
- 1986: Arminas Narbekovas ( FK Žalgiris Vilnius)
- 1987: Arminas Narbekovas ( FK Žalgiris Vilnius)
- 1988: Arminas Narbekovas ( FK Žalgiris Vilnius)
- 1989: Valdemaras Martinkėnas ( FK Žalgiris Vilnius)
- 1990: Valdas Ivanauskas ( Austria Vienne)
- 1991: Valdas Ivanauskas ( Austria Vienne)
- 1992: Valdemaras Martinkėnas ( Dynamo Kiev)
- 1993: Valdas Ivanauskas ( Hamburger SV)
- 1994: Valdas Ivanauskas ( Hamburger SV)
- 1995: Gintaras Staučė ( Karşiyaka Izmir)
- 1996: Gintaras Staučė ( Sariyer Gençlik Kulübü)
- 1997: Edgaras Jankauskas ( FC Bruges)
- 1998: Edgaras Jankauskas ( FC Bruges)
- 1999: Saulius Mikalajūnas ( Uralan Elista)
- 2000: Edgaras Jankauskas ( Real Sociedad)
- 2001: Edgaras Jankauskas ( Real Sociedad)
- 2002: Raimondas Žutautas ( Maccabi Haïfa)
- 2003: Robertas Poškus ( Krylia Sovetov Samara)
- 2004: Edgaras Jankauskas ( OGC Nice)
- 2005: Deividas Šemberas ( CSKA Moscou)
- 2006: Tomas Danilevičius ( AS Livourne Calcio)
- 2007: Tomas Danilevičius ( Bologne FC 1909)
- 2008: Marius Stankevičius ( Sampdoria de Gênes)
- 2009: Marius Stankevičius ( Sampdoria de Gênes)
- 2010: Darvydas Šernas ( Widzew Łódź)
- 2011: Žydrūnas Karčemarskas ( Gaziantepspor)
- 2012: Žydrūnas Karčemarskas ( Gaziantepspor)
- 2013: Mindaugas Kalonas ( FK Bakou)
- 2014: Giedrius Arlauskis ( Steaua Bucarest)
- 2015: Lukas Spalvis ( Aalborg BK)
- 2016: Fiodor Černych ( Jagiellonia Białystok)
- 2017: Fiodor Černych ( Jagiellonia Białystok)
- 2018: Arvydas Novikovas ( Jagiellonia Białystok)
- 2019: Ernestas Šetkus ( Hapoël Beer-Sheva)